# Linisa implicata
Linisa implicata is een slakkensoort uit de familie van de Polygyridae. De wetenschappelijke naam van de soort werd voor het eerst geldig gepubliceerd in 1865 door Eduard von Martens.